# La Granja de la Costera
La Granja de la Costera település Spanyolországban, Valencia tartományban. La Granja de la Costera Canals, Cerdà, Llanera de Ranes, Novelé, Rotglà i Corberà, Torrella, Vallés és Xàtiva községekkel határos. Lakosainak száma 294 fő (2024).

## Népesség
A település népessége az utóbbi években az alábbiak szerint változott:
| Lakosok száma | 362  | 342  | 339  | 341  | 387  | 337  | 312  | 285  | 276  | 294  |
|               | 2001 | 2004 | 2007 | 2009 | 2012 | 2014 | 2017 | 2019 | 2022 | 2024 |